# Thomas Grüter (Autor)
Thomas Grüter (* 1957 in Münster) ist ein deutscher Arzt, Sachbuchautor und ehemaliger Softwareunternehmer.

## Leben
Thomas Grüter studierte an der Westfälischen Wilhelms-Universität Münster Medizin und promovierte 1982 über das Thema Einfluss des Klimas auf die Pollinosis bei Gräserpollenallergikern und Besserung der Beschwerden durch die Hyposensibilisierung mit einem Semidepot-Präparat. Nach seinem Studium war er fünf Jahre lang in Osnabrück, Paderborn und Münster als Arzt tätig. 
Danach gründete er ein eigenes Softwareunternehmen, das er als Geschäftsführer leitete. Seit 2002 betreibt er Forschungen zur Neuropsychologie der Gesichtserkennung. Von 2006 bis 2008 war er externer Dozent an der psychologischen Fakultät der Universität Wien. Seit 2009 ist er als Affiliate am Lehrstuhl für Allgemeine Psychologie und Methodenlehre der Universität Bamberg tätig. Er schreibt als Autor für SciLogs.

## Schriften (Auswahl)
- 1982: Einfluss des Klimas auf die Pollinosis bei Gräserpollenallergikern und Besserung der Beschwerden durch die Hyposensibilisierung mit einem Semidepot-Präparat, (Dissertation).
- 2006: Freimaurer, Illuminaten und andere Verschwörer – Wie Verschwörungstheorien funktionieren, Scherz, Frankfurt, ISBN 978-3-502-15047-3.
- 2010: Magisches Denken : wie es entsteht und wie es uns beeinflusst, Scherz, Frankfurt, ISBN 978-3-502-15158-6.
- 2011: Klüger als wir? : auf dem Weg zur Hyperintelligenz, Spektrum, Akad. Verl., Heidelberg, ISBN 978-3-8274-2648-2.
- 2011: Faszination Apokalypse : Mythen und Theorien vom Untergang der Welt, Scherz, Frankfurt, ISBN 978-3-502-15192-0.
- 2013: Offline! Das unvermeidliche Ende des Internets und der Untergang der Informationsgesellschaft, Springer Spektrum,  Heidelberg, ISBN 978-3-642-37736-5.